# Svojkovice
Svojkovice es una localidad del distrito de Rokycany en la región de Pilsen, República Checa, con una población estimada a principio del año 2018 de 417 habitantes. 
Se encuentra ubicada al noreste de la región, en la cuenca hidrográfica del río Berounka —un afluente izquierdo del río Moldava que, a su vez, lo es del Elba—, y cerca de la frontera con la región de Bohemia Central.